# Aristotelia subericinella
Aristotelia subericinella — вид лускокрилих комах з родини виїмчастокрилі молі (Gelechiidae).

## Поширення
Вид поширений в Південній і Східній Європі, на Уралі, у Туреччині та Центральній Азії.

## Опис
Розмах крил Aristotelia subericinella становить близько 11,5 мм.